# رافاييل موراليس (كاتب)
رافاييل موراليس (بالإسبانية: Rafael Morales)‏ هو كاتب وشاعر إسباني، ولد في 31 يوليو 1919، وتوفي في 29 يونيو 2005.